# Іванчук Юрій Георгійович
Юрій Георгійович Іванчук — радянський і російський кінорежисер. Лауреат Державної премії РРФСР імені Братів Васильєвих (1984).

## Біографія
Юрій Іванчук народився 1 червня 1931 року в селі Кузоватово, Ульяновська область. У 1963 році закінчив Військово-політичну школу МДБ, історичний факультет Томського університету і Вищі курси пропагандистів при Академії імені В. І. Леніна.
Працював другим режисером на таких кіностудіях, як «Молдова-фільм», «Мосфільм» і Одеська кіностудія.
Помер 18 травня 2000 року.

## Фільмографія
- 1978 — Вогонь в глибині дерева
- 1981 — Наказ: вогонь не відкривати (спільно з В. Ісаковим)
- 1982 — Наказ: перейти кордон
- 1984 — Парашутисти
- 1986 — 55 градусів нижче нуля
- 1990 — Нелюд, або В раю заборонено полювання